# Coalo Zamorano

Jorge “Coalo” Zamorano (Guadalajara, 26 de outubro de 1972) é um cantor, produtor musical e compositor mexicano de música cristã contemporânea.

## Vida e carreira musical
Nascido em Guadalajara, no estado mexicano de Jalisco, Coalo Zamorano é o terceiro de quatro irmãos, frutos do casamento de Juan e Laura Zamorano. Em 1986, a família Zamorano se mudou para Durango, em meio a uma forte crise familiar: briga entre os pais, discussões, falta de comunicação, seu irmão adolescente "descobrindo" coisas novas. Nesta mesma cidade Coalo e sua família foram evangelizados por seu vizinho, Marcos Witt, de forma que sua mãe se tornou evangélica, passando a frequentar a Igreja Betel. Acompanhando sua mãe na Igreja Betel, ele também veio a se tornar evangélico.
Anos mais tarde, através de sua amizade e de sua aproximação com o ministério de Marcos, Coalo veio a se despertar para seus próprios talentos musicais. A amizade também fez com que ele fosse introduzido nas atividades da gravadora CanZion, que é de propriedade de Marcos.
Sua carreira inclui participações como produtor, compositor e cantor em mais de 50 produções de música cristã de artistas destacados como Marcos Witt, Alex Campos, Israel Houghton, Danilo Montero, Lenny Flamenco, Jesús Adrián Romero, Miel San Marcos, Jacobo Ramos, Edgar Rocha, entre outros. Alguns dos álbuns dos quais participou se tornaram muito conhecidos e verdadeiros clássicos da adoração de muitas igrejas evangélicas de língua espanhola, entre eles, "Poderoso" (1993), "Alabadle" (1994) e "Enciende una luz" (1999) de Marcos Witt, todos lançados no Brasil, e "Eres todopoderoso" (1999) de Danilo Montero, entre outros.
Paralelamente com os trabalhos da CanZion, liderou a banda de Rock cristão VCV, com a qual lançou seu primeiro álbum em 1998, intitulado “VCV 1.0 - Vida Camino Verdad”. Em 2001 lançou seu segundo CD, intitulado “VCV 2.0 QHE? – Qué haría Él?”.
Seu primeiro CD solo, "Cosas poderosas" (2004) – também lançado no Brasil e com versões em português, mostrou uma nova faceta do cantor, mais comprometida com a música congregacional, distinta de seu papel na VCV. Trata-se de uma coletânea de louvores traduzidos do inglês, louvores estes, que haviam impactado a vida do próprio Coalo como diretor de música do ministério espanhol da Igreja Lakewood – uma das maiores igrejas do mundo – trabalho que realizou por dez anos.
Em 2006, Zamorano lançou seu segundo álbum solo, " Eres mi pasión ", gravado ao vivo na igreja Lakewood. Em 2009 lançou “Mi confianza está en ti”, álbum de estúdio. “Mas fuerte que nunca” foi gravado em 2011 ao vivo na Champion Forest Baptist Church. Lançou em 2014 “Confesiones de un corazón agradecido”, gravado em estúdio, e em 2016 seu quinto álbum: “Sesiones orgánicas”, que reúne dez canções autorais, todas já gravadas e tornadas conhecidas por outras vozes da música cristã.
Em 1994 Coalo se casou com Lorena Warren, irmã de Marcos Witt por parte de mãe. Eles têm duas filhas: Lorene e Rebeca.
Dentre as composições mais conhecidas de Coalo se encontram “Tú eres real”, “Más que palabras” (em parceria com sua esposa Lorena e com Saul Morales), “Cantemos a Jesús” (em parceria com Juan Salinas).
Algumas foram gravadas no Brasil, em português, como “Jesús eres mi buen pastor”, versão “Jesus, Tu És Meu Bom Pastor” gravada por Chris Durán , Ronaldo Bezerra e pela Banda Yachidi . “Al que es digno”, com versão “Ao que é Digno”, gravada na série Comunhão e Adoração (4) e pela Banda e Coral Celebrai Igreja do Nazareno. “Damos honor a Ti”, gravada em português por Marcos Góes e pelo Ministério Exaltação  com títulos “Damos Honra a Ti”, entre outras canções.

## Discografia

### Participações
•	Poderoso (Marcos Witt) (1993)
•	¡Alabadle! (Marcos Witt) (1994)
•	Venció (Marcos Witt) (1996)
•	Enciende una luz (Marcos Witt) (1998)
•	Eres todopoderoso (Danilo Montero) (1999)
•	Como un niño (Alex Campos) (2005)
•	Até os confins da terra (Adoração e Adoradores) (2008)
•	A new Hallelujah (Michael W. Smith) (2008)
•	Te puedo sentir. Disco dos (Alex Campos) (2009)
•	Devoción (Danilo Montero) (2009)
•	Libre para adorar (David Quinlan) (2010)
•	25 Concierto Conmemorativo (Marcos Witt) (2011)
•	O Filho de Deus (Kleber Lucas) (2014)

### Com a banda VCV
•	VCV 1.0 - Vida, Camino, Verdad (1998)
•	VCV QHE - Qué haría él? (2000)

### Carreira solo
•	Cosas poderosas (2004)
•	Eres mi pasión (2006)
•	Mi confianza está en ti (2009)
•	Mas fuerte que nunca (2011)
•	Confesiones de un corazón agradecido (2014)
•	Sesiones orgánicas (2016)

## Prêmios
Grammy Latino de Melhor Álbum Infantil com o álbum “Niños Adorando 2”, como produtor, em 2004.